# Jill Henneberg
Jill Henneberg (n. 22 septembrie 1974) este o călăreață ce a reprezentat Statele Unite ale Americii, medaliată olimpică. A participat la o ediție a Jocurilor Olimpice (1996) în care a câștigat o medalie de argint.

## Participări
Lista de mai jos prezintă principalele competiții la care a participat Jill Henneberg de-a lungul carierei.
- equestrian at the 1996 Summer Olympics – team eventing[*]